# Nổ súng tại Soweto năm 2022
Vào ngày 10 tháng 7 năm 2022, một vụ xả súng hàng loạt đã xảy ra tại một quán rượu ở Orlando, Soweto, Gauteng, Nam Phi. Ít nhất 15 người thiệt mạng trong vụ việc.